# A testrablók támadása (film, 1978)
A testrablók támadása (eredeti cím: Invasion of the Body Snatchers) 1978-ban bemutatott amerikai sci-fi-horrorfilm, melyet Philip Kaufman rendezett. A forgatókönyvet W. D. Richter írta, Jack Finney 1955-ös The Body Snatchers című regénye alapján. Ezt volt a mű második filmes adaptációja, az 1956-os azonos című feldolgozás után. A főbb szerepekben Donald Sutherland, Brooke Adams, Veronica Cartwright, Jeff Goldblum és Leonard Nimoy látható.
A történet középpontjában egy San Franciscó-i közegészségügyi ellenőr és kollégája áll, akik felfedezik: a városban élő embereket egy földönkívüli létforma érzelemmentes klónokkal helyettesítette.
Az Amerikai Egyesült Államokban 1978. december 22-én mutatták be a mozikban. Bevételi és kritikai szempontból is sikeres lett. Két további feldolgozás követte: a Testrablók (1993) és az Invázió (2007).  

## Cselekmény
Egy zselatinszerű, parazita földönkívüli faj elhagyja haldokló bolygóját és a Földre utazik, egy rózsaszín virágú növény alakját felvéve.
Elizabeth Driscoll, a San Franciscó-i közegészségügyi hivatal laboratóriumi tudósa hazavisz egy ilyen virágot. Másnap reggel felébredve párja, Geoffrey ridegen és tartózkodóan viselkedik. A nő ezt megbeszéli kollégájával és barátjával, Matthew Bennell közegészségügyi ellenőrrel, mert imposztornak véli Geoffrey-t. Matthew tanácsára Elizabeth felkeresi David Kibner pszichiátert, aki épp könyvbemutatót tart. Odafelé autózva egy hisztérikusan viselkedő férfi figyelmezteti őket a veszélyre, de a tömeg üldözőbe veszi. A zavart férfit nemsokára elgázolják, a balesetet érzelemmentes nézőközönség figyeli.
A könyvbemutatón Kibner megnyugtatja Elizabeth-et, de egy másik nő is hasonló félelmeiről számol be. Matthew barátja, a feltörekvő és excentrikus író, Jack Bellicec az ellenőr segítségét kéri egy bizarr ügyben: feleségével, Nancyvel közösen üzemeltetett iszapfürdőjükben egy felnőtt ember nagyságú, de mégis embriószerű testet találtak, mely Jackre hasonlít. Matthew figyelmeztetni akarja Elizabeth-et, de a nő otthonában is talál egy rá hasonlító, félig kifejtett duplikátumot. Matthew megszökteti a házból barátját és hívja a rendőrséget, de mire azok kiérnek, a duplikátumok már eltűntek.
Elizabeth rájön, hogy a virágoknak közük lehet egy ügyhöz és megvizsgál egyet a laborban. A növény teljességgel ismeretlen fajba tartozik. Mindeközben Matthew kormányszerveket próbál telefonon figyelmeztetni a veszélyre - sikertelenül. Több olyan emberrel is találkoznak, akiket duplikátumokkal helyettesítettek, Matthew, Elizabeth, Jack és Nancy kis híján ugyanerre a sorsra jut, de Matthew lakásában elrejtőznek. Itt felfedezik és elpusztítják saját kifejlődő klónjaikat, majd Matthew ismét értesíti a rendőröket, de rá kell jönnie: a klónok átvették a hatalmat a városban.
A „gubóemberek” – földönkívüli bábokból kialakult lények, melyek alvó emberek alakját és emlékeit veszik el, majd a gazdatestet szétbomlasztják – üldözőbe veszik Matthewet és társait. Jack és Nancy eltereli a figyelmüket, Matthew és Elizabeth munkahelyükön keresnek menedéket és amfetaminnal igyekeznek ébren maradni. Jack és Kibner klónjai rajtuk ütnek és benyugtatózzák őket, eközben „Kibner” elmagyarázza az idegenek tervét - az emberiséget érzelemmentes másolatokra lecserélni. Elizabeth megöli „Jacket”, Matthew pedig egy fagyasztókamrába zárja „Kibnert”, majd elmenekülnek.         
Rátalálnak Nancyre, aki érzelmei elrejtésével meg tudta téveszteni a gubóembereket. A módszer beválik, de Elizabeth meglát egy emberfejű kutya hibridet, egy sérült gumó bizarr eredményét és sikoltozásával magukra vonja a figyelmet. Ismét különválnak Nancytől és egy teherautóra felkapaszkodva a kikötőbe mennek, ahol az idegenek a gubókat termelik. Elrejtőznek a kikötő mellett és Matthew szerelmet vall Nancynek, mialatt próbálja ébren tartani. Egy közeli hajóra az idegenek gubókat rakodnak, hogy a világ többi részén is terjeszkedjenek. Elizabeth elalszik és Matthew karjai közt elporlad a teste. A dühös Matthew elmenekül a nő duplikátuma elől, betör a raktárba és porig égeti a gubókat tartalmazó épületet.
Másnap Matthew belép a közegészségügyi hivatalba, ahol Elizabeth és többi kollégája klónjai tartózkodnak. Az utcán a klónok iskolás gyerekeket visznek lemásolni és további gubókat készítenek elő világuralmi terveikhez. Nancy észreveszi az utcán Matthew-t és örömittasan megszólítja. A férfi ekkor rámutat és a klónok fülsiketítő sikolyát hallatja.

## Szereplők
| Színész             | Szerep              | Magyar hang          |
| ------------------- | ------------------- | -------------------- |
| Donald Sutherland   | Matthew Bennell     | Helyey László        |
| Brooke Adams        | Elizabeth Driscoll  | Horváth Lili         |
| Jeff Goldblum       | Jack Bellicec       | Szabó Sipos Barnabás |
| Veronica Cartwright | Nancy Bellicec      | Bíró Kriszta         |
| Leonard Nimoy       | Dr. David Kibner    | Szersén Gyula        |
| Art Hindle          | Dr. Geoffrey Howell |                      |
| Lelia Goldoni       | Katherine Hendley   |                      |
| Tom Luddy           | Ted Hendley         |                      |
| Stan Ritchie        | Stan                |                      |
| David Fisher        | Mr. Gianni          |                      |

Don Siegel, az 1956-os film rendezője a Matthewre és Elizabethre rendőrt hívó duplikátum taxisofőrt, míg Kevin McCarthy, a korábbi mű főszereplője a klónok elől hisztérikusan menekülő férfit alakítja.

## Fordítás
- Ez a szócikk részben vagy egészben  az   Invasion of the Body Snatchers (1978 film) című angol Wikipédia-szócikk ezen változatának fordításán alapul.  Az eredeti cikk szerkesztőit annak laptörténete sorolja fel. Ez a jelzés csupán a megfogalmazás eredetét és a szerzői jogokat jelzi, nem szolgál a cikkben szereplő információk forrásmegjelöléseként.